# Onderkast

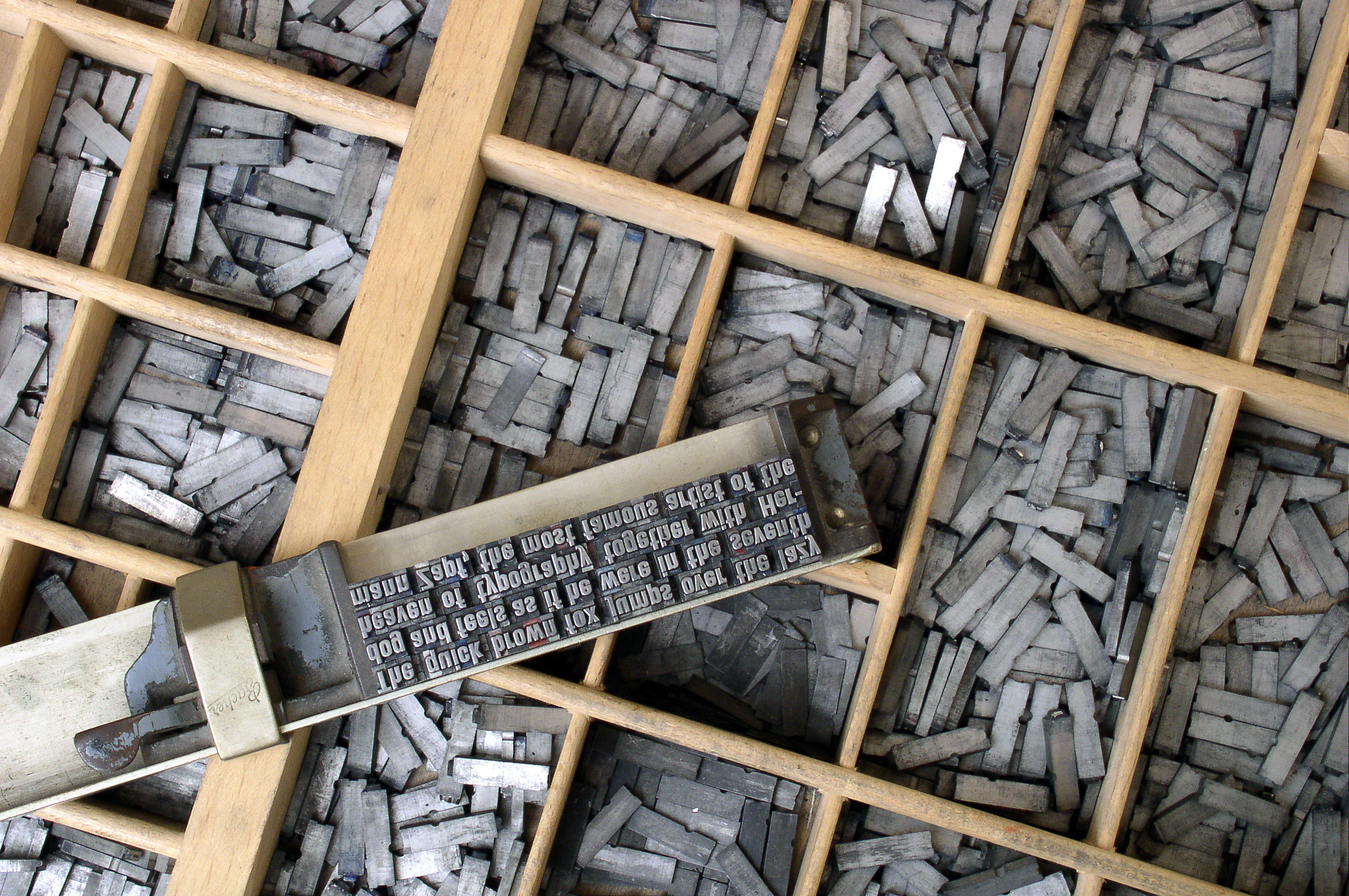
Zethaak die op een zetkast ligt

Een onderkast, minuskel of kleine letter is een letter die de x-hoogte heeft, eventueel met stok of staart. Kleine letters staan tegenover de kapitalen of hoofdletters.
Een voorbeeld:
- DIT ZIJN KAPITALEN
- dit is onderkast

De naam onderkast is afkomstig uit de grafische industrie uit de tijd dat er nog in lood werd gezet. De letters worden bewaard in een kast, een lade met veel vakjes. De kast wordt op de bok geplaatst en daarna worden de letters stuk voor stuk uit de kast gehaald en gezet.
In Nederland was het lange tijd, vooral in de negentiende eeuw, gebruikelijk om de letter van een korps op te bergen in twee kasten: de bovenkast die kapitalen bevatte en de onderkast die kleine letters bevatte. De lade met de kapitalen had in de bok een vaste plaats boven de lade met de kleine letter. De kleine letter kreeg de naam onderkast dus naar de plaats van de lade in de bok. 
De onderkast is ontstaan uit de kleine schrijfletter. In 670 produceerde de Abdij van Luxeuil het eerste handschrift met kleine letters die qua vorm, dus niet alleen in grootte, verschilden van de kapitalen. Op dat moment was er van kasten uiteraard nog geen sprake: handschriften werden per definitie geschreven. Maar het vormverschil werd overgenomen bij de ontwikkeling van de boekdrukkunst (ca. 1450).
Er bestonden vele varianten van de vorm en indeling van letterkasten, er was een groot verschil tussen de letterladen die in gebruik waren. Talen als Engels, Frans, Duits en Nederlands hebben een groot verschil in letterpolis, de letter-frequenties en het gebruik van accenten. Bijgevolg verschilden de ruimten die voor letters in de kasten gereserveerd moest worden. Zo bestonden er grote verschillen tussen de letterkasten die in gebruik waren in al de landen van Europa en daarbuiten. 
Kasten gevuld met loden letters worden snel erg zwaar, zeker voor de grotere korpsen, dan kunnen ze snel 30 tot 40 kilo wegen. Door de letter over twee kasten te verdelen, kon het gewicht per lade dan nog enigermate beperkt gehouden worden. In de twintigste eeuw werden beide typen kast samengevoegd in één lade, de driekwartkast. Toch waren dergelijke en nog wel grotere – en dus zwaardere – kasten overal door de eeuwen heen in gebruik. 
De term minuskel wordt vooral gebruikt voor handgeschreven letters (kalligrafie).